# Marvin Johnson
Marvin "Pops" Johnson, född den 12 april 1954 i Indianapolis, Indiana, är en amerikansk boxare som tog OS-mellanvikt i tungviktsboxning 1972 i München. I semifinalen förlorade han mot Vyacheslav Lemeshev från Sovjetunionen.